# إدواردو كونا
إدواردو كونا (بالبرتغالية: Eduardo Cunha‏) هو اقتصادي وسياسي برازيلي وإيطالي، ولد في 20 سبتمبر 1958 بريو دي جانيرو في البرازيل. حزبياً، نشط في الحزب التقدمي (1994 – 2003) وحزب الحركة الديمقراطية ‏ (2003 – ). انتخب عضو مجلس النواب البرازيلي ‏ ( – 13 سبتمبر 2016).